# Anna Majtkowski
Anna Majtkowski (* 18. März 1991 in Rostock) ist eine ehemalige deutsche Jugenddarstellerin.

## Leben
Majtkowski spielte von 2004 bis 2006 in rund 150 Folgen die Hauptrolle der Tinka Teubner in der Kinder- und Jugendserie Schloss Einstein, wo sie zur sechsten Schülergeneration der Serie gehörte.
Außerhalb davon trat sie als Schauspielerin nicht weiter in Erscheinung.